# Blind Faith (album)
Blind Faith – album studyjny nagrany w 1969 r. przez grupę Blind Faith i wydany w tym samym roku.

## Historia i charakter albumu
Początkowo Eric Clapton w wypowiedziach twierdził, że przygotowywany jest solowy album przy pomocy Steve'a Winwooda. Jednak obecność Gingera Bakera zdawała się wskazywać na coś innego i nikt Claptonowi nie wierzył.
Prace rozpoczęły się w Morgan Studios (luty, marzec), a potem grupa (jeszcze bez nazwy) przeniosła się do Olympic Studios, gdzie ostatecznie odbyła się także postprodukcja nagrań (miksowanie i mastering).
Wszystko odbywało się w pośpiechu, bowiem już w czerwcu miało się rozpocząć krótkie europejskie tournée zespołu a 12 lipca występem w Madison Square Garden w Nowym Jorku – tournée amerykańskie. Grupa najpewniej miała mało gotowych kompozycji, skoro na drugiej stronie albumu znalazły się tylko dwa utwory, w tym rozciągnięta do ponad 15 minut jamowa kompozycja Gingera Bakera "Do What You Like".
Po wydaniu olbrzymie kontrowersje wzbudziła okładka albumu przedstawiająca nagą dojrzewającą dziewczynkę z modelem kosmicznego pojazdu odbieranym jak przedmiot o ewidentnie fallicznym charakterze. Autorem zdjęcia był Bob Seidemann, znany ze zdjęć Janis Joplin i Grateful Dead. Spotkał on 14-letnią dziewczynę w metrze, zaproponował jej pozowanie i poszedł ustalić zgodę z rodzicami. W wyniku rozmowy z rodzicami ostatecznie do zdjęcia pozowała 11-letnia siostra uprzednio wybranej dziewczyny. Zapłatą był koń kupiony dla niej przez Roberta Stigwooda. W USA okładka nie przeszła przez cenzurę.
Zdjęcie Seidemann zatytułował "Blind Faith" (pol. Ślepa wiara) i ostatecznie zespół przyjął tytuł zdjęcia jako swoją nazwę. Postanowiono nie umieszczać na stronie przedniej okładki nazwy zespołu, co był rzadkim rozwiązaniem zastosowanym prawdopodobnie dopiero dwa razy. Tak zrobili The Rolling Stones ze swoją debiutancką płytą i powtórzyli The Beatles na Rubber Soul.
Mimo wszelkich niedociągnięć albumu, spowodowanych pośpiechem, płyta stała się albumem nr 1 zarówno Wielkiej Brytanii jak i w Stanach Zjednoczonych. Dostała się także na listę albumów wykonawców afroamerykańskich dochodząc do 40 pozycji, co było ewenementem.
Zespół przetrwał właściwie tylko pół roku.

## Muzycy
Kwartet
- Eric Clapton – gitara
- Steve Winwood – wokal, organy, pianino, gitara, gitara basowa
- Ric Grech – gitara basowa, skrzypce
- Ginger Baker – perkusja, instrumenty perkusyjne

## Spis utworów
Oryginał
| 1. | Had to Cry Today       | 8:49  |
|    |                        |       |
| 2. | Can't Find My Way Home | 3:17  |
|    |                        |       |
| 3. | Well All Right         | 4:28  |
|    |                        |       |
| 4. | Presence of the Lord   | 4:56  |
|    |                        |       |
| 5. | Sea of Joy             | 5:22  |
|    |                        |       |
| 6. | Do What You Like       | 15:20 |
|    |                        |       |
|    |                        | 42:12 |
|    |                        |       |
Wznowienie "Deluxe Edition" (cd)
| 7.  | Sleeping in the Ground                         | 2:49    |
|     |                                                |         |
| 8.  | Can't Find My Way Home (wersja elektryczna)    | 5:40    |
|     |                                                |         |
| 9.  | Acoustic Jam                                   | 15:50   |
|     |                                                |         |
| 10. | Time Winds                                     | 3:15    |
|     |                                                |         |
| 11. | Sleeping in the Ground (wolna wersja bluesowa) | 4:44    |
|     |                                                |         |
| 12. | Jam No. 1 (Very Long & Good Jam)               | 14:01   |
|     |                                                |         |
| 13. | Jam No. 2 (Slow Jam #1)                        | 15:06   |
|     |                                                |         |
| 14. | Jam No. 3 (Change of Address jam)              | 12:06   |
|     |                                                |         |
| 15. | Jam No. 4 (Slow Jam #2)                        | 16:06   |
|     |                                                |         |
|     |                                                | 1:29:37 |
|     |                                                |         |

## Opis płyty
Oryginał
- Producent – Jimmy Miller (za zgodą Roberta Stigwooda i Chrisa Blackwella)
- Nagranie – 20 lutego–24 czerwca 1969 r.
- Studio 1 – Morgan Studios (3, 4, 7, 9, 12, 13, 14, 15)
- Studio 2 – Olympic Studios (1, 2, 5, 6, 8, 10, 11)
- Inżynierowie – Alan O'Duffy i Keith Harwood (1, 6, 11); Andy Johns i Keith Harwood (2); Andy Johns (3, 4, 7, 8, 12, 13, 14, 15); George Chkiantz (5, 8); George Chkiantz i Keith Harwood (10).
- Miksowanie – Jimmy Miller
- Studio – Olympic Studios
- Inżynier miksowania – Andy Johns
- Wydanie – 1969
- Czas – 41 min. 32 sek.
- Zdjęcie na okładce – Bob Seidermann
- Projekt okładki – Stanley Miller
- Model statku kosmicznego – Mick Milligan
- Firma nagraniowa – Polydor WB i Atco USA
- Numer katalogowy –

Wznowienie
- Producent – Bill Levenson
- Miksowanie niewydanych utworów – Suha Gur
- Studio – Universal Mastering Studios East
- Data miksowania – wrzesień 1999 r.
- Mastering – Suha Gur
- Studio – Universal Mastering Studios East
- Czas – 129 min. 09 sek; 2 godz. 9 min. 09 sek.
- Kierownictwo artystyczne – Vartan
- Projekt – 142design.com
- Projekt opakowania – Andy Engel
- Zdjęcia w broszurce ze studia Olympic – David Gahr
- Zdjęcie z tylnej okładki broszurki – London Features
- Inne fotografie – Archiwa Polydoru
- Wyszukiwanie zdjęć – Jason Pastori
- Koordynator projektu – Margaret Goldfarb
- Firma nagraniowa – Polydor
- Numer katalogowy – 314 549 529-2
- Rok wznowienia – 2001

## Listy przebojów
| Rok  | Lista                    | Pozycja |
| ---- | ------------------------ | ------- |
| 1969 | Billboard. Albumy popowe | 1       |

| Rok  | Lista                       | Pozycja |
| ---- | --------------------------- | ------- |
| 1969 | Melody Maker. Albumy popowe | 1       |